# Gran Premio di Gran Bretagna 1974
Il Gran Premio di Gran Bretagna 1974 è stata la decima prova della stagione 1974 del Campionato mondiale di Formula 1. Si è corsa sabato 20 luglio 1974 sul Circuito di Brands Hatch. La gara è stata vinta dal sudafricano Jody Scheckter su Tyrrell-Ford Coswortth; per il vincitore si trattò del secondo successo in carriera. Ha preceduto sul traguardo il brasiliano 
Emerson Fittipaldi su McLaren-Ford Cosworth e il belga Jacky Ickx su Lotus-Ford Cosworth.

## Vigilia

### Aspetti tecnici
Il gran premio vide l'esordio, in una gara valida per il mondiale di Formula 1, per due nuovi costruttori: uno era la Maki, il primo costruttore giapponese dai tempi della Honda, che aveva corso l'ultimo gran premio nel 1968. Il modello si chiamava F101, concepito da Kenji Mimura e Masao Ono, dotato del tradizionale motore Ford Cosworth DFV e pneumatici Firestone; l'altro era la Lyncar, costruttore britannico, già iscritto, ma non presente al Gran Premio del Belgio. Il modello era denominato 006, concepito da Martin Slater, era anch'egli spinto dal Ford Cosworth DFV, montava un cambio Hewland e gomme Goodyear.
Il team britannico di Formula 5000 Dempster International Racing Team iscrisse una March 731, utilizzata l'anno precedente dalla Hesketh. Il team Harper prese invece in gestione la Token.
La McLaren presentò nuove sospensioni sul suo modello M23.

### Aspetti sportivi
Nella solita alternanza tra circuiti britannici, toccò al Circuito di Brands Hatch ospitare l'edizione del 1974 del Gran Premio di Gran Bretagna. Era la sesta volta che ciò accadeva. Il tracciato aveva già ospitato una gara di Formula 1 nell'anno, non valida quale prova del campionato mondiale, il BRDC International Trophy, vinta da James Hunt su Hesketh.
Rikky von Opel decise di porre termine alla sua carriera automobilistica: al suo posto la Brabham ingaggiò Carlos Pace, che era stato licenziato dalla Surtees e aveva corso il Gran Premio precedente con il team privato John Goldie Racing with Hexagon, che utilizzava proprio una Brabham.
Questo team decise di sostituire Pace con l'italiana Lella Lombardi, la prima donna a correre nella massima serie dai tempi di Maria Teresa de Filippis, la cui ultima presenza risaliva al Gran Premio di Monaco 1959, in cui non si era qualificata. La Lombardi proveniva dalla Formula 5000, e utilizzò il numero 208, il più alto mai impiegato in una gara valida per il mondiale di Formula 1. Leo Kinnunen, della AAW Racing, passò all'uso del numero 43, in luogo del 23 della gara precedente.
La Iso Marlboro riportò in pista Tom Belsø, che mancava dal Gran Premio di Svezia, in luogo di Jean-Pierre Jabouille. La Surtees decise di sostituire José Dolhem con Derek Bell, che aveva corso il suo ultimo gran premio nel 1972, il Gran Premio degli USA, con la Tecno. Fece il suo ritorno nel mondiale la Trojan, che utilizzò ancora Tim Schenken. La Token del team Harper venne affidata a David Purley, che aveva corso alcune gare con la March nel 1973. La Scuderia Finotto, che utilizzava una Brabham privata, iscrisse l'esordiente Andy Sutcliffe, che però non prese parte nemmeno alle qualifiche. Era in dubbio la presenza di Guy Edwards, pilota della Lola-Hill: soffriva per dei dolori al polso, dovuti a un incidente di pochi giorni prima, in Formula 5000.
Curiosamente i due costruttori all'esordio, la Maki e la Lyncar, affidarono la loro vettura a due piloti neozelandesi: la Maki scelse Howden Ganley, che aveva corso le prime due gare stagionali con una March, e che possedeva una certa esperienza in Formula 1, mentre la Lyncar optò per l'esordiente John Nicholson, che aveva corso due gare fuori campionato, sempre con la Lyncar, a inizio stagione, cogliendo il sesto posto nel BRDC International Trophy. Un altro esordiente fu il pilota britannico Mike Wilds, iscritto dal Dempster International Racing Team, con cui correva in F.5000.

## Qualifiche

### Resoconto
Nella prima giornata di prove Niki Lauda e Ronnie Peterson ottennero lo stesso tempo, 1'20"6. Le Ferrari decisero di modificare i rapporti del cambio, dopo la prima sessione di prove, del mattino. Andò peggio a Emerson Fittipaldi, che ruppe la sospensione posteriore del nuovo modello. Il brasiliano dovette utilizzare in seguito un modello con le sospensioni tradizionali.
Terzo si piazzò Jody Scheckter, a due decimi, mentre quarto fu James Hunt a 5 decimi. Al termine della prima giornata di prove la Hill sostituì il dolorante Guy Edwards con Peter Gethin. Gethin mancava nel mondiale di Formula 1 dal Gran Premio del Canada 1973; fu la sua ultima apparizione nella massima serie.
Il giorno successivo nuovamente Lauda e Peterson ottennero lo stesso tempo, 1'19"7, tempo di oltre due secondi inferiore a quanto ottenuto nel Gran Premio del 1972, l'ultimo disputato su questa pista. Lauda partì in pole position, avendo ottenuto prima dello svedese il tempo. Per l'austriaco era la sesta partenza al palo della stagione. La seconda fila fu di Jody Scheckter e Carlos Reutemann. Partì solo in quarta fila Clay Regazzoni, che si lamentò di aver sbagliato la scelta degli pneumatici. L'elvetico partì nella stessa fila di Fittipaldi che, dopo che erano stati risolti i problemi con le sospensioni, venne penalizzato dalla rottura del cambio.

### Risultati
I risultati delle qualifiche furono i seguenti:
| Pos | Nº  | Pilota               | Costruttore                | Tempo  | Griglia |
| --- | --- | -------------------- | -------------------------- | ------ | ------- |
| 1   | 12  | Niki Lauda           | Ferrari                    | 1'19"7 | 1       |
| 2   | 1   | Ronnie Peterson      | Lotus-Ford Cosworth        | 1'19"7 | 2       |
| 3   | 3   | Jody Scheckter       | Tyrrell-Ford Cosworth      | 1'20"1 | 3       |
| 4   | 7   | Carlos Reutemann     | Brabham-Ford Cosworth      | 1'20"2 | 4       |
| 5   | 16  | Tom Pryce            | Shadow-Ford Cosworth       | 1'20"3 | 5       |
| 6   | 24  | James Hunt           | Hesketh-Ford Cosworth      | 1'20"3 | 6       |
| 7   | 11  | Clay Regazzoni       | Ferrari                    | 1'20"3 | 7       |
| 8   | 5   | Emerson Fittipaldi   | McLaren-Ford Cosworth      | 1'20"5 | 8       |
| 9   | 9   | Hans-Joachim Stuck   | March-Ford Cosworth        | 1'20"7 | 9       |
| 10  | 4   | Patrick Depailler    | Tyrrell-Ford Cosworth      | 1'20"8 | 10      |
| 11  | 33  | Mike Hailwood        | McLaren-Ford Cosworth      | 1'21"2 | 11      |
| 12  | 2   | Jacky Ickx           | Lotus-Ford Cosworth        | 1'21"2 | 12      |
| 13  | 28  | John Watson          | Brabham-Ford Cosworth      | 1'21"3 | 13      |
| 14  | 37  | François Migault     | BRM                        | 1'21"4 | 14      |
| 15  | 20  | Arturo Merzario      | Iso Marlboro-Ford Cosworth | 1'21"6 | 15      |
| 16  | 17  | Jean-Pierre Jarier   | Shadow-Ford Cosworth       | 1'21"6 | 16      |
| 17  | 19  | Jochen Mass          | Surtees-Ford Cosworth      | 1'21"6 | 17      |
| 18  | 10  | Vittorio Brambilla   | March-Ford Cosworth        | 1'21"6 | 18      |
| 19  | 6   | Denny Hulme          | McLaren-Ford Cosworth      | 1'21"7 | 19      |
| 20  | 8   | Carlos Pace          | Brabham-Ford Cosworth      | 1'21"7 | 20      |
| 21  | 27  | Peter Gethin         | Lola-Ford Cosworth         | 1'21"7 | 21      |
| 22  | 26  | Graham Hill          | Lola-Ford Cosworth         | 1'21"9 | 22      |
| 23  | 14  | Jean-Pierre Beltoise | BRM                        | 1'22"1 | 23      |
| 24  | 15  | Henri Pescarolo      | BRM                        | 1'22"2 | 24      |
| 25  | 23  | Tim Schenken         | Trojan-Ford Cosworth       | 1'22"4 | 25      |
| NQ  | 42  | David Purley         | Token-Ford Cosworth        | 1'22"7 | NQ      |
| NQ  | 18  | Derek Bell           | Surtees-Ford Cosworth      | 1'22"7 | NQ      |
| NQ  | 21  | Tom Belsø            | Iso Marlboro-Ford Cosworth | 1'23"3 | NQ      |
| NQ  | 208 | Lella Lombardi       | Brabham-Ford Cosworth      | 1'23"3 | NQ      |
| NQ  | 22  | Vern Schuppan        | Ensign-Ford Cosworth       | 1'23"4 | NQ      |
| NQ  | 29  | John Nicholson       | Lyncar-Ford Cosworth       | 1'23"6 | NQ      |
| NQ  | 25  | Howden Ganley        | Maki-Ford Cosworth         | 1'23"7 | NQ      |
| NQ  | 35  | Mike Wilds           | March-Ford Cosworth        | 1'24"1 | NQ      |
| NQ  | 43  | Leo Kinnunen         | Surtees-Ford Cosworth      | 1'25"6 | NQ      |
| NQ  | 27  | Guy Edwards          | Lola-Ford Cosworth         | 1'34"9 | NQ      |

## Gara

### Resoconto
Alla prima curva Niki Lauda mantenne il comando della gara, seguito da Jody Scheckter e da Clay Regazzoni, che avevano sorpreso Ronnie Peterson, partito dalla prima fila. Alle spalle dello svedese c'erano Carlos Reutemann, Emerson Fittipaldi, Tom Pryce e Hans-Joachim Stuck. Nel corso del primo giro si ritirò Peter Gethin: costretto a partite col muletto della Lola-Hill, da lui mai utilizzato, e sistemato per Graham Hill, non riusciva a raggiungere bene i pedali.
Nel secondo giro Jacky Ickx prese la posizione a Stuck. Un giro dopo, a causa della rottura della sospensione posteriore, James Hunt partì in testacoda, e fu costretto al ritiro. 
Dopo 10 giri Lauda conduceva la gara con una certa tranquillità su Scheckter, a circa 5 secondi, che staccava, a sua volta, ancora di 5 secondi Regazzoni, pressato da Peterson. L'austriaco ampliò in maniera costante il suo vantaggio su Scheckter, portandolo a 10 secondi, nel corso del quindicesimo giro. 
Le postazioni al comando rimasero congelate per molti giri, fino a quando, al trentaseiesimo passaggio Carlos Reutemann andò in testacoda, alla Surtees. L'errore di guida gli costò cinque posizioni in classifica. Un giro un altro incidente coinvolse Hans-Joachim Stuck, che finì contro il guardrail alla Stirling, prima di ricarambolare sul tracciato. Il pilota della March uscì presto dalla vettura, mentre i commissari di pista esposero le bandiere gialle.
Una foratura alla gomma posteriore sinistra costrinse Ronnie Peterson ai box, facendolo uscire così dalle parti alte della graduatoria. Poco dopo lo stesso problema toccò anche all'altro duellante per il terzo posto, Clay Regazzoni. Probabilmente entrambi i piloti subirono la foratura passando sui detriti lasciati dalla vettura di Stuck. Il ticinese rientrò in gara settimo. Nel frattempo minacciava di staccarsi l'alettone posteriore della BRM di François Migault, che fu costretto a rientrare ai box per la necessaria riparazione.
Dopo questi avvenimenti, alle spalle di Lauda e Scheckter, si trovava Emerson Fittipaldi, anche se staccato di trenta secondi. Al quarto posto c'era Tom Pryce, poi seguivano Jacky Ickx e Mike Hailwood. Nel corso del quarantasettesimo passaggio il pilota gallese fu passato da entrambi. Al giro 58 terminò il gran premio per Mike Hailwood, che effettuò un testacoda e non fu capace di far ripartire la sua McLaren. Quattro giri dopo Clay Regazzoni passò Pryce che, dopo altri quattro giri, cedette la posizione anche a Reutemann.
Attorno al sessantanovesimo giro Niki Lauda si accorse di una foratura lenta al pneumatico posteriore destro. L'austriaco decise di non passare ai box, ma ciò permise a Scheckter di avvicinarsi. Il sudafricano attaccò Lauda al giro 70, passandolo alla curva Clark. Diveniva sempre più difficile per Lauda gestire la sua vettura: al giro 72 venne passato anche da Fittipaldi.
Il box della Scuderia Ferrari chiese all'austriaco di passare ai box, ma il pilota rifiutò l'invito e decise di proseguire. John Watson, doppiato, penalizzò Pryce, che così venne passato da Denny Hulme. Solo al penultimo giro Lauda decise di entrare ai box, dopo che lo pneumatico era completamente distrutto. Ciò permise a Ickx di passare al terzo posto.
Jody Scheckter vinse il suo secondo gran premio valido per il mondiale di F1, davanti a Emerson Fittipaldi. Jacky Ickx chiuse sul gradino più basso del podio, davanti a Clay Regazzoni e Carlos Reutemann. Lauda, però, lamentò di non essere potuto uscire dai box, per la folla che aveva iniziato a invadere la pista, tanto da venir fermato da un commissario con bandiera rossa. A seguito di una ricorso all'austriaco venne abbuonato un giro, e si trovò classificato quinto.

### Risultati
I risultati del gran premio sono i seguenti:
| Pos | No  | Pilota               | Costruttore                | Giri | Tempo/Ritiro     | Pos. Griglia | Punti |
| --- | --- | -------------------- | -------------------------- | ---- | ---------------- | ------------ | ----- |
| 1   | 3   | Jody Scheckter       | Tyrrell-Ford Cosworth      | 75   | 1h43'02"2        | 3            | 9     |
| 2   | 5   | Emerson Fittipaldi   | McLaren-Ford Cosworth      | 75   | + 15"3           | 8            | 6     |
| 3   | 2   | Jacky Ickx           | Lotus-Ford Cosworth        | 75   | + 1'01"5         | 12           | 4     |
| 4   | 11  | Clay Regazzoni       | Ferrari                    | 75   | + 1'07"2         | 7            | 3     |
| 5   | 12  | Niki Lauda           | Ferrari                    | 74   | + 1 giro         | 1            | 2     |
| 6   | 7   | Carlos Reutemann     | Brabham-Ford Cosworth      | 74   | + 1 giro         | 4            | 1     |
| 7   | 6   | Denny Hulme          | McLaren-Ford Cosworth      | 74   | + 1 giro         | 19           |       |
| 8   | 16  | Tom Pryce            | Shadow-Ford Cosworth       | 74   | + 1 giro         | 5            |       |
| 9   | 8   | Carlos Pace          | Brabham-Ford Cosworth      | 74   | + 1 giro         | 20           |       |
| 10  | 1   | Ronnie Peterson      | Lotus-Ford Cosworth        | 73   | + 2 giri         | 2            |       |
| 11  | 28  | John Watson          | Brabham-Ford Cosworth      | 73   | + 2 giri         | 13           |       |
| 12  | 14  | Jean-Pierre Beltoise | BRM                        | 72   | + 3 giri         | 23           |       |
| 13  | 26  | Graham Hill          | Lola-Ford Cosworth         | 69   | + 6 giri         | 22           |       |
| 14  | 19  | Jochen Mass          | Surtees-Ford Cosworth      | 68   | + 7 giri         | 17           |       |
| Rit | 15  | Henri Pescarolo      | BRM                        | 64   | Motore           | 24           |       |
| NC  | 37  | François Migault     | BRM                        | 62   | Non classificato | 14           |       |
| Rit | 33  | Mike Hailwood        | McLaren-Ford Cosworth      | 57   | Testacoda        | 11           |       |
| Rit | 17  | Jean-Pierre Jarier   | Shadow-Ford Cosworth       | 45   | Sospensione      | 16           |       |
| Rit | 9   | Hans-Joachim Stuck   | March-Ford Cosworth        | 36   | Incidente        | 9            |       |
| Rit | 4   | Patrick Depailler    | Tyrrell-Ford Cosworth      | 35   | Motore           | 10           |       |
| Rit | 20  | Arturo Merzario      | Iso Marlboro-Ford Cosworth | 25   | Motore           | 15           |       |
| Rit | 10  | Vittorio Brambilla   | March-Ford Cosworth        | 17   | Alimentazione    | 18           |       |
| Rit | 23  | Tim Schenken         | Trojan-Ford Cosworth       | 6    | Sospensione      | 25           |       |
| Rit | 24  | James Hunt           | Hesketh-Ford Cosworth      | 2    | Sospensione      | 6            |       |
| Rit | 27  | Peter Gethin         | Lola-Ford Cosworth         | 0    | Probl. fisici    | 21           |       |
| NQ  | 42  | David Purley         | Token-Ford Cosworth        |      |                  |              |       |
| NQ  | 18  | Derek Bell           | Surtees-Ford Cosworth      |      |                  |              |       |
| NQ  | 21  | Tom Belsø            | Iso Marlboro-Ford Cosworth |      |                  |              |       |
| NQ  | 208 | Lella Lombardi       | Brabham-Ford Cosworth      |      |                  |              |       |
| NQ  | 22  | Vern Schuppan        | Ensign-Ford Cosworth       |      |                  |              |       |
| NQ  | 29  | John Nicholson       | Lyncar-Ford Cosworth       |      |                  |              |       |
| NQ  | 25  | Howden Ganley        | Maki-Ford Cosworth         |      |                  |              |       |
| NQ  | 35  | Mike Wilds           | March-Ford Cosworth        |      |                  |              |       |
| NQ  | 43  | Leo Kinnunen         | Surtees-Ford Cosworth      |      |                  |              |       |
| NQ  | 27  | Guy Edwards          | Lola-Ford Cosworth         |      |                  |              |       |
| NA  | 41  | Andy Sutcliffe       | Brabham-Ford Cosworth      |      |                  |              |       |

## Decisioni della FIA
Niki Lauda venne classificato nono ma, al termine della gara, la Scuderia Ferrari espose un reclamo in quanto, uscendo dai box dopo aver cambiato gli pneumatici, trovò la pit line occupata da persone entrate in pista, a gara terminata. Il Royal Automobil Club rigettò il reclamo; la scuderia italiana presentò alla ricorso alla Federazione Internazionale dell'Automobile. Questa, il 17 settembre, accolse le motivazioni della Ferrari, abbuonò un giro di ritardo a Lauda, che così salì al quinto posto della classifica, iscrivendo due punti.

## Statistiche
Piloti
- 2ª vittoria per Jody Scheckter
- Ultimo Gran Premio per Peter Gethin

Costruttori
- 18° vittoria per la Tyrrell
- 50º Gran Premio per la Tyrrell

Motori
- 74° vittoria per il motore Ford Cosworth

Giri al comando
- Niki Lauda (1-69)
- Jody Scheckter (70-75)

## Classifiche

### Piloti
| Pos. | Pilota               | Punti |
| ---- | -------------------- | ----- |
| 1    | Niki Lauda           | 38    |
| 2    | Emerson Fittipaldi   | 37    |
| 3    | Jody Scheckter       | 35    |
| 4    | Clay Regazzoni       | 35    |
| 5    | Ronnie Peterson      | 19    |
| 6    | Denny Hulme          | 12    |
| 7    | Mike Hailwood        | 12    |
| 8    | Patrick Depailler    | 11    |
| 9    | Carlos Reutemann     | 10    |
| 10   | Jacky Ickx           | 10    |
| 11   | Jean-Pierre Beltoise | 10    |
| 12   | Jean-Pierre Jarier   | 6     |
| 13   | Hans-Joachim Stuck   | 5     |
| 14   | James Hunt           | 4     |
| 15   | Carlos Pace          | 3     |
| 16   | Arturo Merzario      | 1     |
| 17   | John Watson          | 1     |
| 18   | Graham Hill          | 1     |

### Costruttori
| Pos. | Team                       | Punti |
| ---- | -------------------------- | ----- |
| 1    | McLaren-Ford Cosworth      | 49    |
| 2    | Ferrari                    | 48    |
| 3    | Tyrrell-Ford Cosworth      | 39    |
| 4    | Lotus-Ford Cosworth        | 26    |
| 5    | Brabham-Ford Cosworth      | 11    |
| 6    | BRM                        | 10    |
| 7    | Shadow-Ford Cosworth       | 6     |
| 8    | March-Ford Cosworth        | 5     |
| 9    | Hesketh-Ford Cosworth      | 4     |
| 10   | Surtees-Ford Cosworth      | 3     |
| 11   | Iso Marlboro-Ford Cosworth | 1     |
| 12   | Lola-Ford Cosworth         | 1     |